# بوسه ارسلان
بوسه ارسلان (زاده ۲۹ دسامبر ۱۹۹۲) یک هنرپیشه و مدل ترکیه ای است که برای بازی در نقش «براک تزجان» در خانواده بزرگ من (۲۰۱۸)و نقش «آیگول خانون» در سریال قیام عثمان شناخته شده‌است. (۲۰۱۹). همچنین او دریافت کننده جایزه اوجن برای بازی در نقش آیگول خاتون بوده.

## زندگی‌نامه
بوسه ارسلان در ۲۹ دسامبر ۱۹۹۲ در استانبول به دنیا آمد. حرفه بازیگری خود را برای اولین بار در سال ۲۰۱۱ در مجموعه تلویزیونی ایستگاه آکاسیا آغاز کرد. او در سریال خانواده بزرگ من، یکی از سریال‌هایی که در سال ۲۰۱۸ بازی کرد، نقش «براک تزجان» را بازی کرد و بعداً در «مؤسس: عثمان» نقش «آیگول خاتون» را بازی کرد. این بازیگر در مورد آیغول تیزهوش و مصمم نظر داد. او فارغ‌التحصیل از دانشکده بیکنت، دانشکده هنرهای زیبا و گروه بازیگری، پس از آن مدرک کارشناسی ارشد خود را در گروه بازیگری فیلم و درام دانشگاه کدیر هاس به پایان رساند. او در سال ۲۰۱۶ با کاظم آکدنیز تاجر ترک ازدواج کرد و در سال ۲۰۲۱ طلاق گرفت. او فارغ‌التحصیل از دانشکده بیکنت، دانشکده هنرهای زیبا و گروه بازیگری، پس از آن مدرک کارشناسی ارشد خود را در گروه بازیگری فیلم و درام دانشگاه کدیر هاس به پایان رساند. او در سال ۲۰۱۶ با کاظم آکدنیز تاجر ترک ازدواج کرد و در سال ۲۰۲۱ طلاق گرفت.

## فیلم‌شناسی
| سینما و تلویزیون | سینما و تلویزیون     | سینما و تلویزیون | سینما و تلویزیون           |
| سال              | عنوان                | نقش              | یادداشت                    |
| ---------------- | -------------------- | ---------------- | -------------------------- |
| ۲۰۱۱             | ایستگاه آکاسیا       |                  | نقش اصلی / سریال تلویزیونی |
| ۲۰۱۲             | اروپا اروپا [en]     |                  | نقش اصلی / سریال تلویزیونی |
| ۲۰۱۲             | یالان دنیا           |                  | نقش اصلی / سریال تلویزیونی |
| ۲۰۱۳             | من هنوز امیدوارم     | Beril            | نقش اصلی / سریال تلویزیونی |
| ۲۰۱۳             | مدرسه ما[tr]         |                  | نقش اصلی / سریال تلویزیونی |
| ۲۰۱۴–۲۰۱۵        | خانواده شوهرم [tr]   | Gülay            | نقش اصلی / سریال تلویزیونی |
| ۲۰۱۶             | کرتنکله              | Didem            | نقش اصلی / سریال تلویزیونی |
| ۲۰۱۶             | عشق عاشق دروغ است    | Perihan Aslan    | نقش اصلی / سریال تلویزیونی |
| ۲۰۱۷             | کرم شب تاب [en]      | Nevin            | نقش اصلی / سریال تلویزیونی |
| ۲۰۱۸             | خانواده بزرگ من [tr] | Berrak Tezcan    | نقش اصلی / سریال تلویزیونی |
| ۲۰۱۹–            | موسس: عثمان          | Aygül Hatun      | نقش اصلی / سریال تلویزیونی |